# 白雲寺 (寧郷市)
白雲寺（はくうんじ）は、中華人民共和国湖南省長沙市寧郷市双鳧鋪鎮の回龍山にある仏教寺院。858年（唐宣宗大中12年）に回龍山麓に創建された清林寺が白雲寺の起源であるとされ、開山祖師は光恩禅師である。

## 重要文化財
- 石碑（左宗棠、于右任等の書道家によるもの）

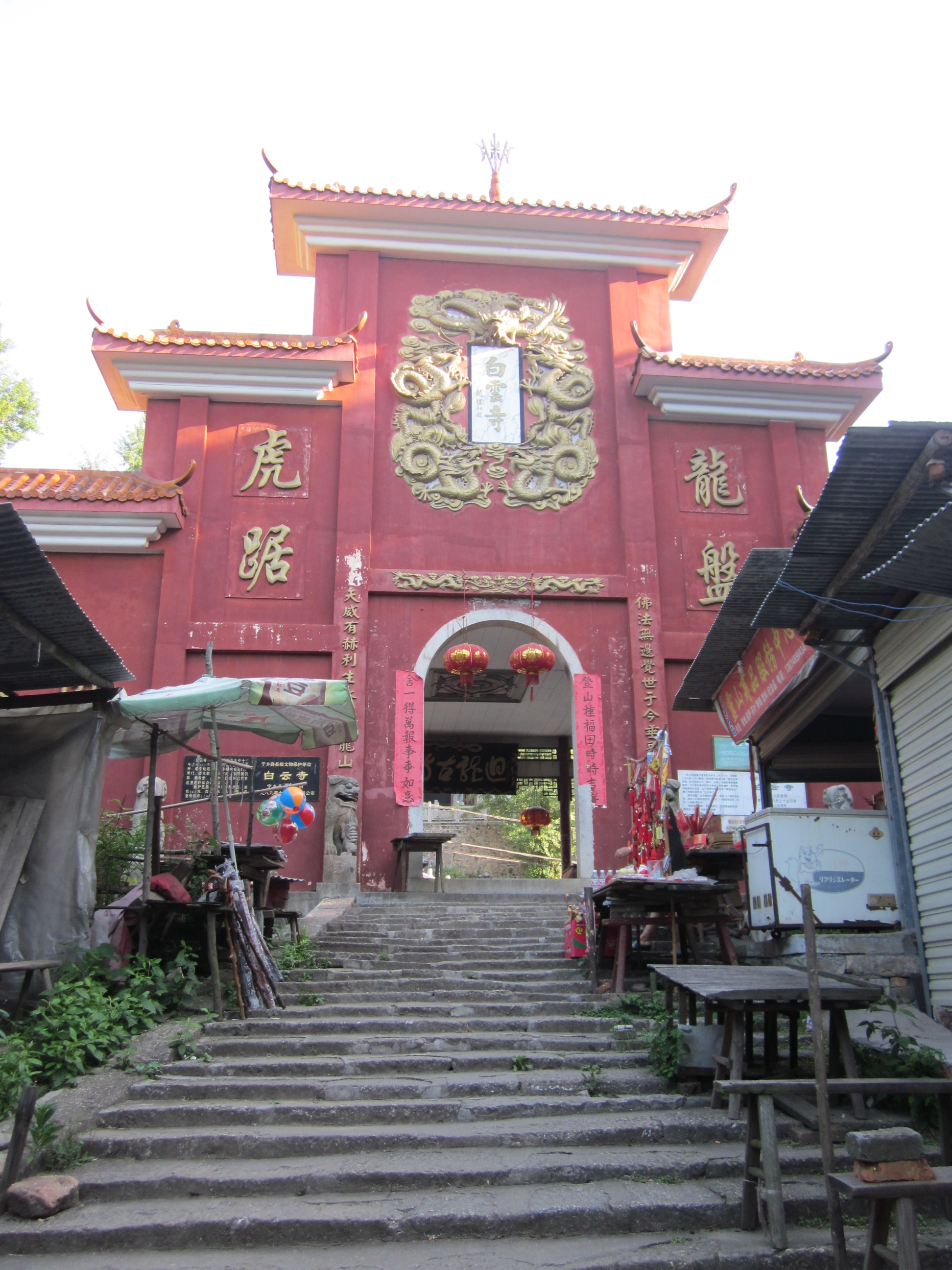
山門
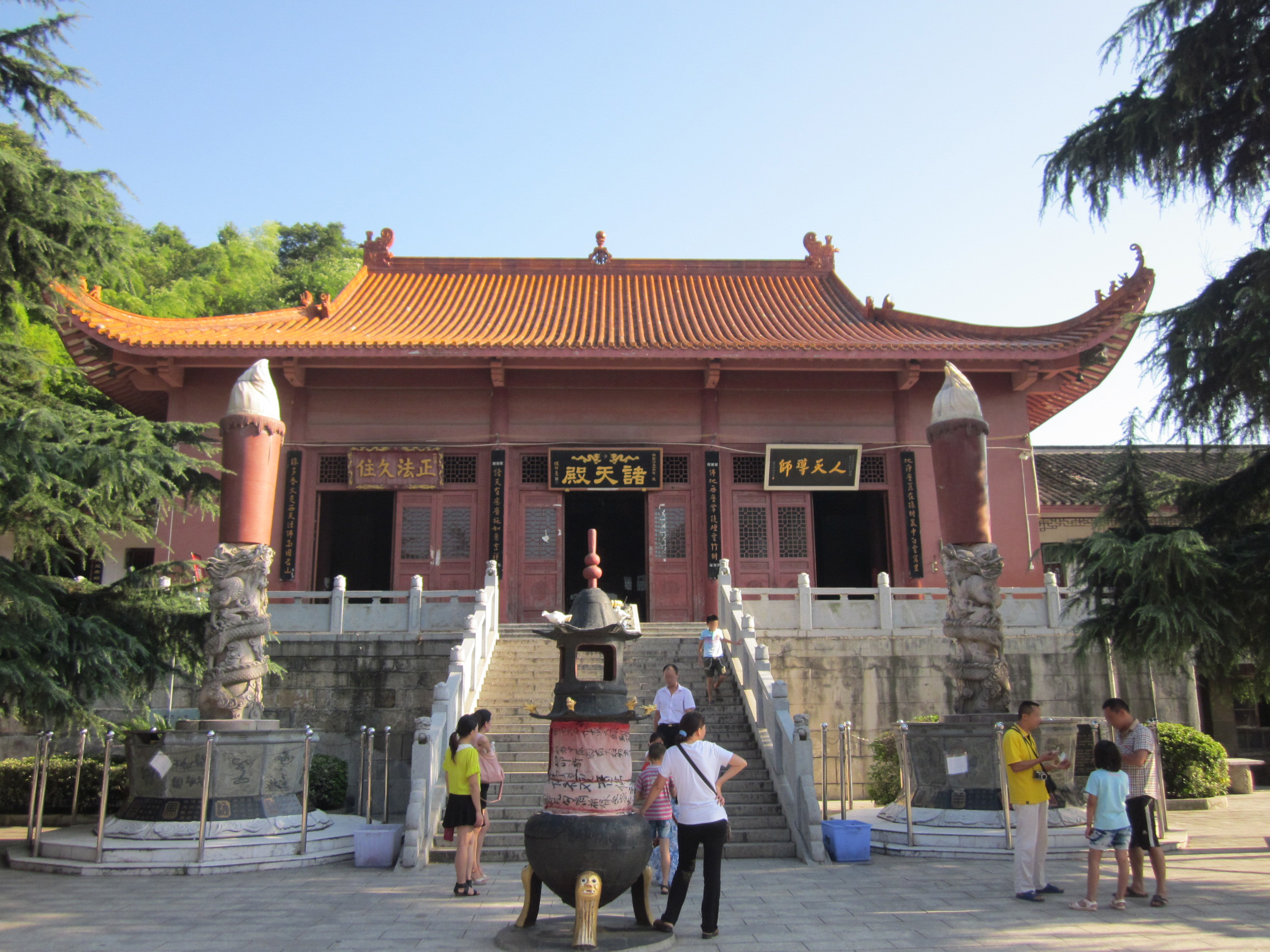
本堂
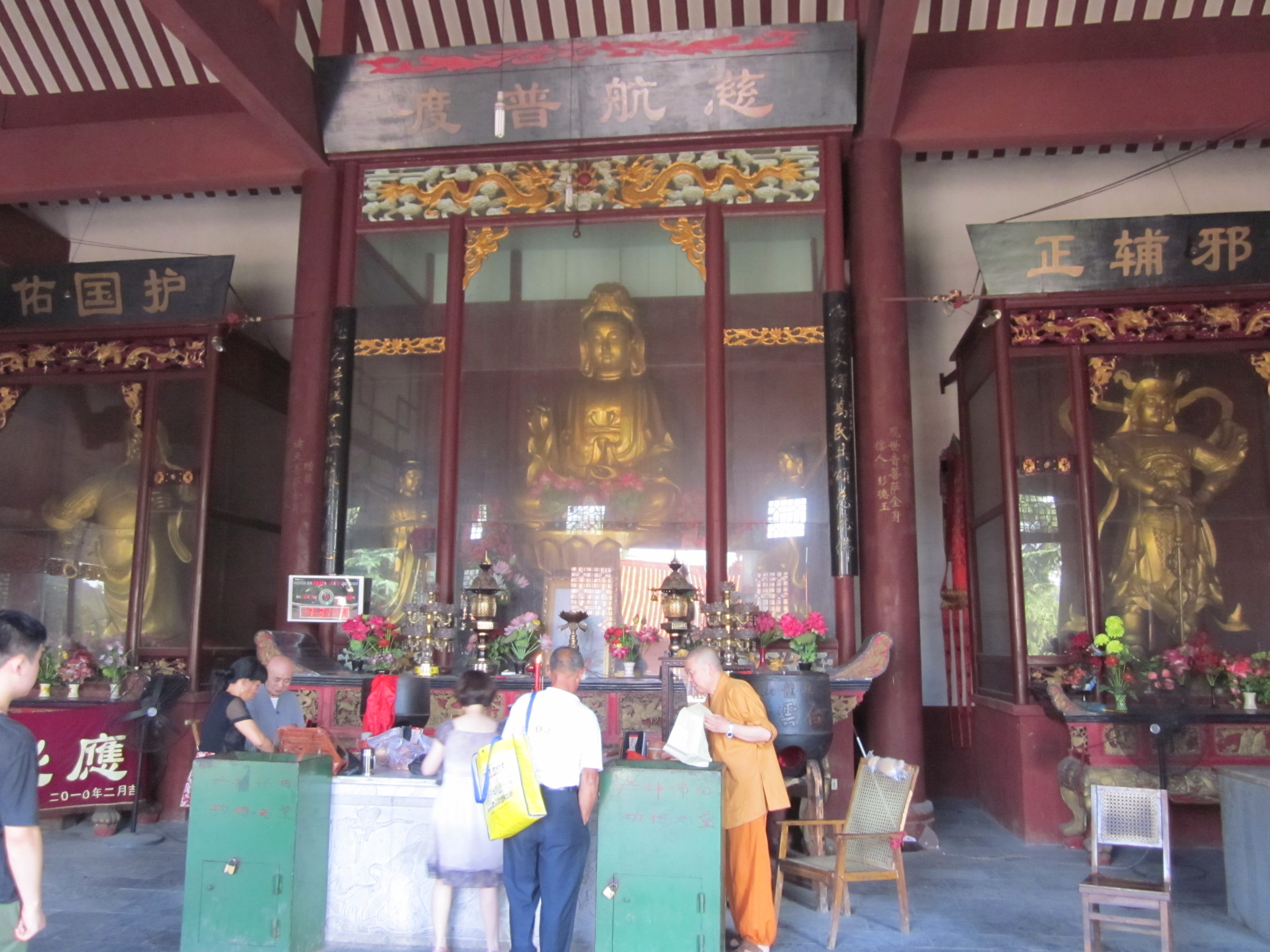
菩薩像
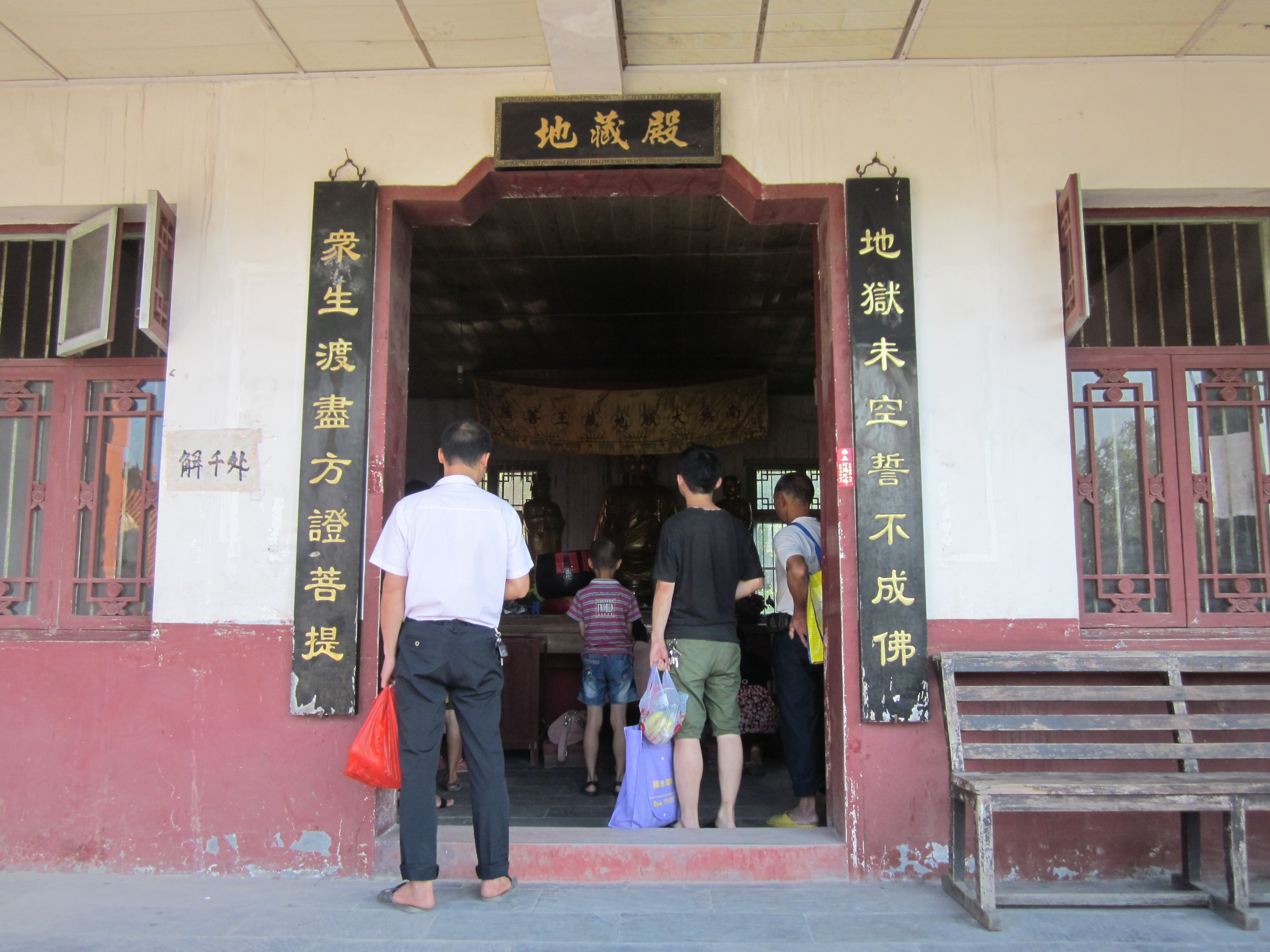
地蔵堂